# Clásica de Almería 2007
La Clásica de Almería 2007, ventiduesima edizione della corsa e valida come prova del circuito UCI Europe Tour 2007 categoria 1.1, fu disputata il 4 marzo 2007 su un percorso di 186 km. Fu vinta dall'italiano Giuseppe Muraglia al traguardo con il tempo di 4h18'50".
Partenza a Puebla de Vícar con 106 ciclisti di cui 21 portarono a termine la gara.

## Ordine d'arrivo (Top 10)
| Pos. | Corridore                  | Squadra        | Tempo    |
| ---- | -------------------------- | -------------- | -------- |
| 1    | Giuseppe Muraglia          | Acqua & Sap.   | 4h18'50" |
| 2    | Ėduard Vorganov            | Karpin Galicia | s.t.     |
| 3    | Vicente Ballester Martinez | Fuerteventura  | s.t.     |
| 4    | Juan Olmo Menacho          | Andalucía      | a 3"     |
| 5    | Danilo Napolitano          | Lampre         | a 59"    |
| 6    | Andrea Masciarelli         | Acqua & Sap.   | s.t.     |
| 7    | José Luis Carrasco         | Andalucía      | s.t.     |
| 8    | Marco Marcato              | LPR            | a 1'05"  |
| 9    | Robert Gesink              | Rabobank       | a 1'26"  |
| 10   | David de la Fuente         | Saunier Duval  | a 1'32"  |